# George McGovern
George Stanley McGovern (Avon, Dakota del Sud, 19 de juliol de 1922 - Sioux Falls, Dakota del Sud, 21 d'octubre de 2012) va ser un polític i historiador estatunidenc.

## Biografia
McGovern es va allistar com a pilot de guerra en la Segona Guerra Mundial, i per les seves gestes va ser condecorat.
Va ser congressista i senador dels Estats Units els anys 1956, 1962 i 1974, així com candidat presidencial demòcrata durant l'elecció presidencial de 1972, que va perdre davant el president en funcions Richard Nixon.
McGovern ha estat probablement el candidat presidencial demòcrata d'idees més properes al socialisme de la història dels Estats Units i què va batre segons els seus detractors totes les marques de radicalitat política anteriorment registrades al país. El seu programa en les eleccions de 1972 prometia la fi de la participació nord-americana en la guerra de Vietnam i la reducció del pressupost militar, a més de donar suport a programes per combatre la pobresa, reconèixer drets civils, i fins i tot l'audaç mesura de descriminalizar la marihuana.
McGovern va aconseguir la nominació pel Partit Demòcrata després d'una dura elecció interna entre deu precandidats, i a despit de perdre algunes importants eleccions primàries, com la de Florida davant George Wallace. Cal destacar que van treballar per a aquesta campanya els futurs polítics Bill Clinton, Hillary Clinton i Gary Hart.
Després d'una polèmica campanya presidencial en les quals el candidat opositor va utilitzar tàctiques després desacreditades com els allanaments de Watergate, les eleccions del 7 de novembre de 1972 van donar una victòria aclaparadora a Richard Nixon, amb una diferència de 60% a 38% en el vot popular i de 520 a 17 en els delegats electorals.
De totes maneres, el temps va donar la raó a McGovern, qui va provocar un formidable canvi d'orientació en la ideologia del Partit Demòcrata.
Entre les seves últimes activitats públiques en destaquen: representant dels Estats Units davant la FAO a Roma, i Ambaixador Global de les Nacions Unides contra la Fam Mundial en el marc del Programa Mundial d'Aliments.